# Velmerstot
De Velmerstot is de noordelijkste en hoogste berg van het Eggegebergte binnen de Duitse deelstaat Noordrijn-Westfalen. De Velmerstot heeft twee toppen: de Preußische Velmerstot van 464 meter hoogte en de Lippische Velmerstot van 441 meter hoogte. De gehele berg ligt binnen het Naturpark Teutoburger Wald/Eggegebirge.
Vanaf 1964 werd de Preußische Velmerstot door de Groepen Geleide Wapens van de Nederlandse Koninklijke Luchtmacht gebruikt als militaire basis. Op de berg stonden tijdens de Koude Oorlog een NAVO-radarstation en een HAWK-eenheid. Vanaf 1 april 1990 waren ook Patriot-raketten gestationeerd. Op 1 juli 1994 werd de basis ontmanteld. Sinds 2003 zijn alle restanten van de vroegere basis opgeruimd en is het gebied weer als natuurgebied voor het publiek toegankelijk.

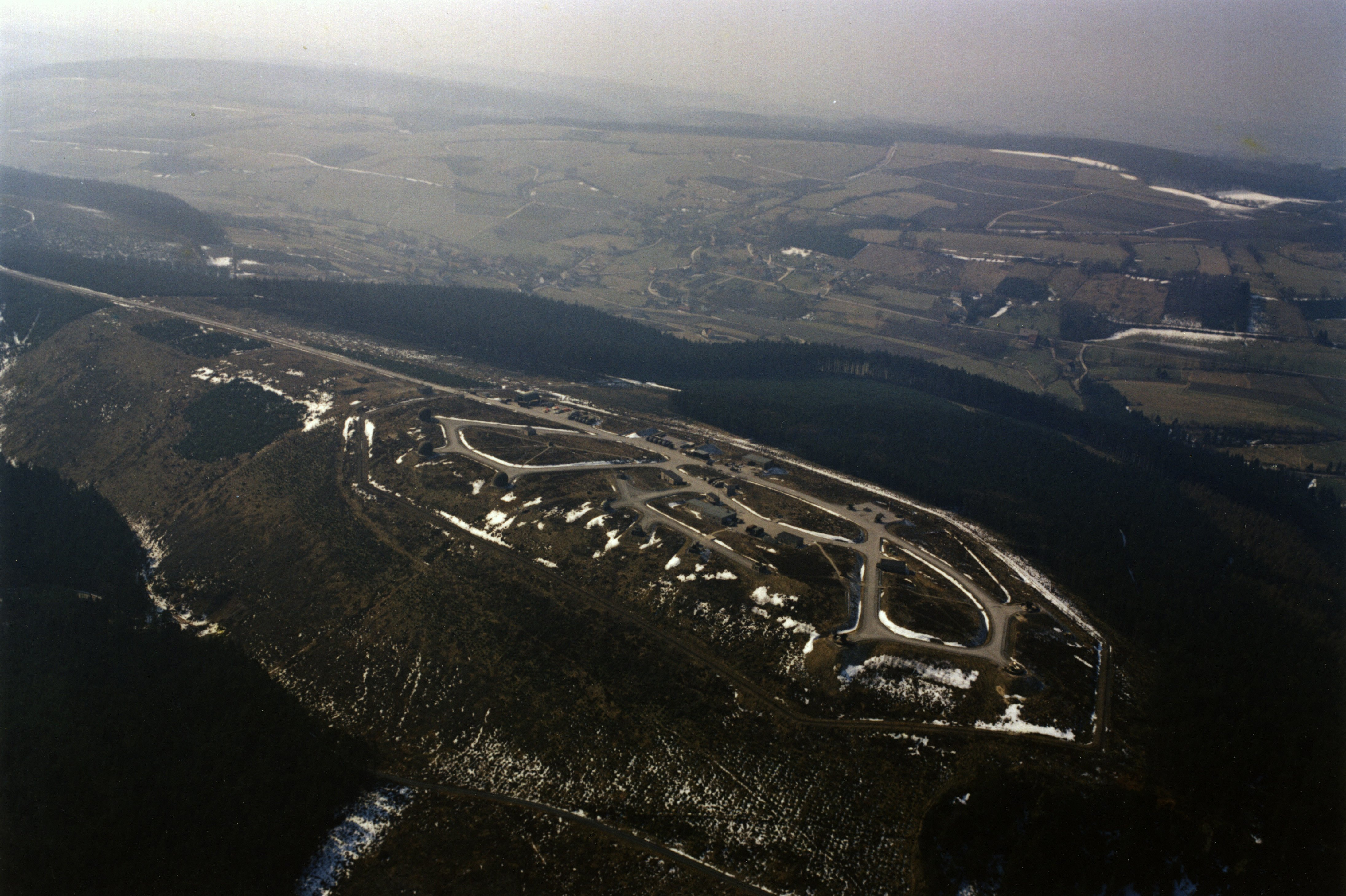
Luchtfoto van de hawk missile site op de Preußische Velmerstot in 1973